# 682 Гагар
682 Гагар (682 Hagar) — астероїд головного поясу, відкритий 17 червня 1909 року.
Тіссеранів параметр щодо Юпітера — 3,340.